# 크네비치역
크네비치역(Станция Кневичи)은 러시아 극동 연방관구 아르툠에 있는 역으로, 시베리아 횡단철도 나호토카 지선의 철도역이다. 역사는 블라디보스토크 국제공항에 직결된다. 블라디보스토크 역 사이에는 아에로 익스프레스가 1일 5왕복 운행되고있다.